# Minari (film)
Minari – amerykański dramat filmowy z 2020 roku w reżyserii i na podstawie scenariusza Lee Isaaka Chunga. 
Film miał światową premierę 26 stycznia 2020 na Sundance Film Festival, gdzie otrzymał zarówno Nagrodę Główną Jury, jak i nagrodę publiczności. Wielokrotnie nagradzany obraz zdobył m.in. Złoty Glob za najlepszy film nieanglojęzyczny oraz sześć nominacji do Oscara.
Zdjęcia do filmu kręcono w Tulsie, w stanie Oklahoma.

## Fabuła
Rodzina Yi przenosi się z Kalifornii do Arkansas, by założyć farmę. Pomaga im ekscentryczna babka, Soon-ja, która zaczyna sadzić  koreańską roślinę, tytułowe minari.

## Obsada
Źródło:
- Steven Yeun jako Jacob Yi
- Han Ye-ri jako Monica Yi
- Youn Yuh-jung jako Soon-ja
- Alan Kim jako David Yi
- Noel Kate Cho jako Anne Yi
- Will Patton jako Paul
- Scott Haze jako Billy
- Jacob Wade jako Johnnie

## Odbiór

### Box office
Przy budżecie szacowanym na dwa miliony dolarów, Minari zarobiło w USA i Kanadzie około trzy miliony, a w pozostałych krajach równowartość ponad 12 mln USD; łącznie ponad 15 milionów.

### Reakcja krytyków
Film spotkał się z dobrą reakcją krytyków. W agregatorze recenzji Rotten Tomatoes 98% z 310 recenzji uznano za pozytywne, a średnia ocen wystawionych na ich podstawie wyniosła 8,70. Z kolei w agregatorze Metacritic średnia ważona ocen z 49 recenzji wyniosła 89 punktów na 100.

### Nagrody
Na 74. ceremonia wręczenia nagród BAFTA, Minari przyniosło twórcom sześć nominacji oraz statuetką dla najlepszej aktorki drugoplanowej